# 準惑星候補の一覧
準惑星候補の一覧（じゅんわくせいこうほのいちらん）は、準惑星である可能性がある小惑星の一覧である。太陽系に存在する準惑星の数は不明である。推定では、エッジワース・カイパーベルトに200個、それよりも太陽から離れた領域では10,000個を超えているとされる。しかし、多くの準惑星候補の密度が驚くほど低いことを考慮すると、その数ははるかに少なく、これまでに知られている天体の中でおそらく9個のみであることが示唆されている。国際天文学連合（IAU）は、準惑星に分類される天体の定義としてその天体が静水圧平衡の状態にあることを要求し、特に小惑星帯に存在するケレスと太陽系外縁天体の冥王星、エリス、ハウメア、マケマケの5つに注目している。最後の2つは、命名目的で準惑星として受け入れられたが、仮に準惑星ではないことが判明した場合でもその名称はそのまま保持される。ニュー・ホライズンズとドーンミッションの結果により、実際に静水圧平衡にあることが確認されたのは冥王星とケレスのみである。他の太陽系外縁天体は、少なくとも固体で形成されているように見える場合、準惑星と呼ばれている。惑星学者は一般に、少なくともオルクス、クワオアー、Gonggong、セドナも準惑星に含めている。

## 準惑星の基準

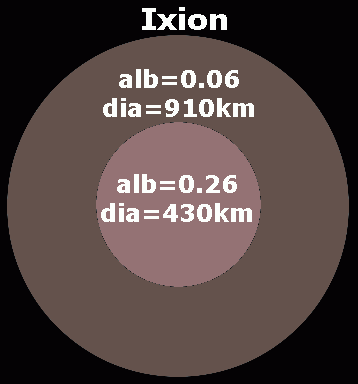
イクシオンの直径の計算は、アルベド（反射する光の割合）によって異なる。現在の推定では、アルベドは13~15%であり、ここに示されている範囲の中間の点を少し下回り、直径620kmに相当する。

太陽の周囲を直接公転することに加えて、準惑星の適格な特徴は、「その天体自体の重力が剛体に打ち勝つのに十分な質量を持っているため、静水圧平衡（球体に近い形）の形状をとる」ことである。天体がこの定義を満たしているかどうかを直接判断するには、現在の観測では一般的に不十分である。多くの場合、太陽系外縁天体（TNO）の唯一の手がかりは、それらの直径とアルベドの大まかな推定である。直径1,500kmほどの大きさの氷の衛星は平衡状態にないことが証明されているが、太陽系外縁部の暗い天体はしばしば密度が低く、固体でさえなく、ましてや重力で制御されている準惑星ではないことを示している。
組成にかなりの量の氷を含むケレスは、説明されていない異常があるものの、小惑星帯で唯一受け入れられている準惑星である。2番目に重い小惑星であり、玄武岩質であるベスタは、内部が完全に分化しているように見えるため、過去は平衡状態とされていたが、現在ではそうではないとされている。3番目に重い小惑星であるパラスは、やや不規則な表面を持ち、内部は部分的にしか区別されていないと考えられている。また、ケレスよりも氷の量が少ない。マイケル・ブラウンは、ベスタのような岩石の天体は氷の天体よりも硬いため、直径900キロメートル (560 mi)未満の岩石の天体は静水圧平衡状態になく、したがって準惑星ではない可能性があると推定している。2つの最大の氷の小惑星ヒギエアとインテラムニアも準惑星である場合、問題は未解決のままである。
ミマス（直径400kmで球体）やプロテウス（直径410~440kmの不規則な形状）などの探査機が訪れた氷の衛星との比較に基づいて、ブラウンは氷の衛星は直径200~400kmで静水圧平衡の状態になると推定した。しかし、ブラウンとタンクレディが計算を行った後、それらの形状をより正確に決定した結果、ミマスと他の土星の中型の楕円体衛星は、少なくともイアペトゥス（直径1,471kmで、ハウメアやマケマケとほぼ同じサイズ）までのサイズではもはや静水圧平衡ではなく、想定されるTNOよりも氷が多いことが示された。それらは、現在の自転速度で平衡状態の天体が持っている形状とは一致していない。したがって、直径1528kmのレアは、重力測定が現在の静水圧平衡と一致する最小の天体である。直径950kmのケレスはほぼ平衡状態にあるが、平衡形状からのいくつかのずれは説明できないままである。地球の月や水星などのはるかに大きな天体は、今日の静水圧平衡にはほど遠いが、月は主にケイ酸塩岩と金属の水銀で構成されている（ほとんどの準惑星候補の氷や岩とは対照的に）。土星の衛星は、重力だけでは小さすぎる天体で平衡に似た形状を生成する熱履歴を受けていた可能性がある。したがって、冥王星やエリスよりも小さい太陽系外縁天体が静水圧平衡状態にあるかどうかは現在不明である。
直径約900~1000kmまでの中型TNOの大部分は、冥王星などの大型天体（1.86g/ml）よりも密度が大幅に低くなる（~1.0–1.2g/ml）。ブラウンは、これはその組成によるものであり、ほぼ完全に氷であると推測していた。しかし、Grundyらの中型の天体が氷である一方で、大小の物体が部分的に岩石であるというメカニズムや進化経路は知られていないことを指摘している。彼らは、エッジワース・カイパーベルトの一般的な温度では、水の氷がこのサイズの物体の開いた内部空間（隙間）を支えるのに十分強いことを示した。彼らは、中型のTNOは小さな天体と同じ理由で密度が低いと結論付けた。これは、自身の重力下で完全に固体の天体に圧縮されていないためである。したがって、直径が900~1000kmより小さい典型的なTNOは（他の形成メカニズムが未解決の場合）準惑星である可能性は低い。

### タンクレディの評価
2010年、ゴンサロ・タンクレディはIAUに報告を提出し、光度曲線振幅分析と天体の直径が450キロメートル (280 mi)以上であるという計算に基づいて、46個の準惑星候補である太陽系外縁天体のリストを評価した。いくつかの直径が測定され、いくつかは最適な推定値であり、他の直径は推定アルベド0.10を使用して直径を計算した。これらのうち、彼は自身の基準によって15個の準惑星（IAUによって承認された4個を含む）を特定し、別の9個が準惑星の可能性があると見なされた。また、彼はIAUに対し、まだ認められていない上位3つの準惑星候補、すなわちセドナ、オルクス、クワオアーを「正式に」準惑星として認めるよう申し入れた。IAUはタンクレディの勧告を予期していたが、10年後、IAUは応答しなかった。

### ブラウンの評価
| ブラウンのカテゴリ                           | 最小 ⌀     | 天体数        |
| -------------------------------------------- | ---------- | ------------- |
| Near certainty                               | >900 km    | 10            |
| Highly likely                                | 600–900 km | 17 (合計27)   |
| Likely                                       | 500–600 km | 41 (合計68)   |
| Probably                                     | 400–500 km | 62 (合計130)  |
| Possibly                                     | 200–400 km | 611 (合計741) |
| 出典: マイケル・ブラウン, 2020年10月22日現在 |            |               |

マイケル・ブラウンは、130の太陽系外縁天体を「おそらく」準惑星であると考え、推定サイズでランク付けした。彼は小惑星を考慮しておらず、「小惑星帯では、直径900kmのケレスだけが十分に丸い天体である」と述べている。
彼はさまざまな可能性の程度により以下のように分割した:
- Near certainty:推定/測定された直径は900キロメートル (560 mi)を超えている。たとえ大部分が岩石であったとしても、これらは静水圧平衡の状態にあるに違いないと言うのに十分な自信がある。2020年時点で10個存在する。
- Highly likely:推定/測定された直径は600キロメートル (370 mi)を超えている。サイズは「誤差が大きい」必要があるか、主に岩石で構成されていないと準惑星とは言えない。2020年時点で17個存在する。
- Likely:推定/測定された直径は500キロメートル (310 mi)を超えている。測定の不確実性は、これらの一部が大幅に小さくなり、疑わしいことを意味する。2020年時点で41個存在する。
- Probably:推定/測定された直径は400キロメートル (250 mi)を超えている。それらが氷で構成されている場合、準惑星であると予想され、その数値は正しい。2020年時点で62個存在する。
- Possibly:推定/測定された直径は200キロメートル (120 mi)を超えている。氷の衛星は200~400kmの範囲で丸い形から不規則な形に変化する。これは、同じ数値がKBOにも当てはまることを示唆している。したがって、これらの天体の一部は準惑星である可能性がある。2020年時点で611個存在する。
- Probably not:推定/測定された直径は200km未満である。200km未満の氷の衛星は丸い形をしておらず、同じことがKBOにも当てはまる可能性がある。これらの天体が準惑星であるためには、これらの天体の推定サイズが間違っている必要がある。

IAUによって承認された5つのカテゴリに加えて、「nearly certain」のカテゴリには、Gonggong、クワオアー、セドナ、オルクス、2002 MS4、サラキアが含まれる。

### Grundyらの評価
Grundyらは、約400~1000kmのサイズ範囲にある暗くて低密度のTNOは、小さくて多孔質の（したがって低密度の）天体と、より大きく、密度が高く、明るく、地質学的に区別された天体（準惑星など）の間にあると提案している。このサイズ範囲の天体は、その形成から残った間隙が崩壊し始めているはずであるが、完全ではなく、いくらかの間隙が残っている。
サイズ範囲が約400~1000kmの多くのTNOは、約1.0–1.2 g/cm3の範囲の奇妙な低密度を持ち、密度が2に近い冥王星、エリス、ケレスなどの準惑星よりも大幅に小さくなっている。ブラウンは、このサイズの天体は必然的に固体であると推定したため、大きな低密度の天体はほぼ完全に水の氷で構成されているに違いないと示唆している。しかし、これは1000kmを超えるものと400km未満のものの両方のTNO、そして実際に彗星のかなりの部分が岩石で構成され、このサイズ範囲のみが主に氷である理由を説明していない。関連する圧力と温度での水の氷を使った実験は、実質的な空隙率がこのサイズ範囲にとどまる可能性があることを示唆しており、混合物に岩石を追加すると、固体への崩壊に対する抵抗がさらに増加する可能性がある。形成時に内部空隙が残っている物体は、せいぜい内部の深部で部分的にしか区別されない可能性がある（天体が崩壊して固体に変化し始めた場合、その表面が収縮したときの断層系の形で証拠が存在するはずである）。より大きな天体のアルベドが高いことも、完全な分化の証拠であり、そのような天体はおそらく内部から氷で再浮上したと考えられている。Grundyらにしたがって、中型（< 1,000 km）、低密度（< 1.4 g/ml）、および低アルベド（< ~0.2）の天体（サラキア、ヴァルダ、Gǃkúnǁʼhòmdímà、2002 UX25など）は、オルクス、クワオアー、カロンのような分化した天体ではないと提案している。また、600~700kmがかなりの気孔率を維持するための上限となる可能性があると推測している。
Grundyらが正しければ、太陽系外縁部で完全な固体に圧縮された既知の天体はほとんどなく、過去のある時点で準惑星になったか、現在も準惑星である可能性がある。冥王星-カロン、エリス、ハウメア、Gonggong、マケマケ、クワオアー、オルクス、セドナは、知られているか（冥王星）、有力な候補（その他） のいずれかである。
おそらく直径が700から900kmの小さな天体がいくつか存在しているが、そのほとんどについては、これらの基準を適用するのに十分なことがわかっていない。それらはすべて暗く、ほとんどのアルベドは0.11未満であるが、明るい2013 FY27は例外である。これは、それらが準惑星ではないことを示唆している。ただし、サラキアとヴァルダは十分に密度が高く、しっかりしている可能性がある。サラキアが球形で、月と同じアルベドを持っていた場合、密度は1.4から1.6g/cm3の間であり、Grundyらの最初の評価から数か月後に計算されたが、アルベドはまだ0.04にすぎない。ヴァルダは、1.78±0.06g/cm3のより高い密度を持っている可能性があり（ただし、1.23±0.04g/cm3の低い密度も可能性は低いもののあると考えられていた）、Grundyらの最初の評価の翌年に発表された。そのアルベドは0.10で、クワオアーのものに近い。

## 最も可能性の高い準惑星候補
IAU、タンクレディら、ブラウン、Grundyらによる16個の潜在的な最大の準惑星（推定直径が700kmを超えるもの）の評価は次のとおりである。IAUの場合、承認基準は命名目的であった。2006年のIAUの質疑応答プレスリリースは、より具体的であった。質量が0.5×1021 kgを超え、直径が800kmを超える天体は、「通常」静水圧平衡状態にある（「形状...通常は自身の重力によって決定される」）と推定したが、「すべての境界例は観測によって決定される必要がある」とした。これは、おおよその限界に関するGrundyらの提案に近いものである（彼らは代わりに直径900kmを挙げている）。
タンクレディらが分析を行ったとき、これらの天体のいくつかはまだ発見されていなかった。ブラウンの唯一の基準は直径である。彼はかなり多くの天体を準惑星である可能性が「非常に高い」として受け入れており、そのしきい値は600kmである（以下を参照）。Grundyらは、どの天体が準惑星であるかを決定しなかったが、むしろどの天体がそうではないかを決定した。赤色のマークは、固体の天体になるほど密度が高くない天体を示している。これに、密度が不明な天体には疑問符がつけられている（それらはすべて暗く、準惑星ではないことが示唆されている）。現在の平衡の問題は扱われなかった。
比較のためにいくつかの他の天体が含まれている。水星、イアペトゥス、および月は丸いが、現在は平衡状態にないことが知られている。カリスト、レア、タイタンは静水圧平衡と一致する形状を持っているが、実際に静水圧平衡にあるかどうかは疑問視されている。トリトンはTNOとして形成され、カロンはいくつかの準惑星候補よりも大きい。フェーベは小さくて現在は丸くないが、以前は平衡状態にあった可能性がある。
| 名称               | 直径 (km)   | 密度 (g/cm3)                 | アルベド    | Grundyら                   | ブラウン                   | タンクレディら             | IAU                        | カテゴリ         |
| ------------------ | ----------- | ---------------------------- | ----------- | -------------------------- | -------------------------- | -------------------------- | -------------------------- | ---------------- |
| （タイタン）       | 5149        | 1.880                        | 0.22        | （平衡と一致する形状）     | （平衡と一致する形状）     | （平衡と一致する形状）     | （平衡と一致する形状）     | （土星の衛星）   |
| （水星）           | 4880        | 5.427                        | 0.142       | （もはや平衡状態にない）   | （もはや平衡状態にない）   | （もはや平衡状態にない）   | （もはや平衡状態にない）   | （惑星）         |
| （カリスト）       | 4820        | 1.834                        | 0.22        | （平衡と一致する形状）     | （平衡と一致する形状）     | （平衡と一致する形状）     | （平衡と一致する形状）     | （木星の衛星）   |
| （月）             | 3475        | 3.344                        | 0.136       | （もはや平衡状態にない）   | （もはや平衡状態にない）   | （もはや平衡状態にない）   | （もはや平衡状態にない）   | （地球の衛星）   |
| （トリトン）       | 2707±2      | 2.06                         | 0.60 ~ 0.95 | （平衡状態の可能性が高い） | （平衡状態の可能性が高い） | （平衡状態の可能性が高い） | （平衡状態の可能性が高い） | （海王星の衛星） |
| 冥王星             | 2376±3      | 1.854±0.006                  | 0.49 ~ 0.66 | Yes                        | Yes                        | Yes                        | Yes                        | 2:3の共鳴        |
| エリス             | 2326±12     | 2.43±0.05                    | 0.96        | Yes                        | Yes                        | Yes                        | Yes                        | SDO              |
| ハウメア           | ≈ 1560      | ≈ 2.018                      | 0.51        | Yes                        | Yes                        | Yes                        | (命名規則)                 | キュビワノ族     |
| （レア）           | 1527        | 1.236±0.005                  | 0.949±0.003 | （平衡と一致する形状）     | （平衡と一致する形状）     | （平衡と一致する形状）     | （平衡と一致する形状）     | （土星の衛星）   |
| （イアペトゥス）   | 1469±6      | 1.09±0.01                    | 0.05 ~ 0.5  | （もはや平衡状態にない）   | （もはや平衡状態にない）   | （もはや平衡状態にない）   | （もはや平衡状態にない）   | （土星の衛星）   |
| マケマケ           | 1430+38 −22 | 1.9±0.2                      | 0.81        | Yes                        | Yes                        | Yes                        | (命名規則)                 | キュビワノ族     |
| Gonggong           | 1230±50     | 1.74±0.16                    | 0.14        | Yes                        | Yes                        | N/A                        |                            | 3:10の共鳴       |
| （カロン）         | 1212±1      | 1.70±0.02                    | 0.2 ~ 0.5   | （おそらく平衡状態にある） | （おそらく平衡状態にある） | （おそらく平衡状態にある） | （おそらく平衡状態にある） | （冥王星の衛星） |
| クワオアー         | 1110±5      | 2.0±0.5                      | 0.11        | Yes                        | Yes                        | Yes                        |                            | キュビワノ族     |
| セドナ             | 995±80      | ?                            | 0.32±0.06   | Yes                        | Yes                        | Yes                        |                            | 分離天体         |
| ケレス             | 946±2       | 2.16±0.01                    | 0.09        | （平衡に近い）             | （平衡に近い）             | （平衡に近い）             | Yes                        | 小惑星           |
| オルクス           | 910+50 −40  | 1.53±0.14                    | 0.23        | Yes                        | Yes                        | Yes                        |                            | 2:3の共鳴        |
| サラキア           | 846±21      | 1.5±0.12                     | 0.04        | Maybe                      | Yes                        | Maybe                      |                            | キュビワノ族     |
| (307261) 2002 MS4  | 800±24      | ?                            | 0.10        | ?                          | Yes                        | N/A                        |                            | キュビワノ族     |
| (55565) 2002 AW197 | 768±39      | ?                            | 0.11        | ?                          | Maybe                      | Yes                        |                            | キュビワノ族     |
| ヴァルダ           | 749±18      | 1.78±0.06? または 1.23±0.04? | 0.10        | Maybe                      | Maybe                      | Maybe                      |                            | 4:7の共鳴        |
| (532037) 2013 FY27 | 742+78 −83  | ?                            | 0.17        | ?                          | Maybe                      | N/A                        |                            | SDO              |
| イクシオン         | 710±0.2     | ?                            | 0.10        | ?                          | Maybe                      | Yes                        |                            | 2:3の共鳴        |
| (208996) 2003 AZ84 | 707±24      | 0.87±0.01?                   | 0.10        | No                         | Maybe                      | Yes                        |                            | 2:3の共鳴        |
| （フェーベ）       | 213±2       | 1.64±0.03                    | 0.06        | （もはや平衡状態にない）   | （もはや平衡状態にない）   | （もはや平衡状態にない）   | （もはや平衡状態にない）   | （土星の衛星）   |

### サイズや質量が測定された準惑星候補
以下の太陽系外縁天体は、直径が少なくとも600キロメートル (370 mi)あり、測定の不確かさの範囲内である。これは、ブラウンの初期の評価で「可能性が非常に高い」準惑星と見なされるためのしきい値であった。Grundyらは、直径600kmから700kmが「実質的な内部細孔空間を保持するための上限」を表す可能性があり、900km付近の天体は内部が崩壊している可能性があるが、完全に区別することはできないと推測している。このしきい値を超えるTNOの2つの衛星、冥王星の衛星カロンとエリスの衛星ディスノミアも含まれている。次に大きいTNOの衛星は、442.5±10.2 kmのオルクスの衛星ヴァンスで、(52±16)×1018 kg、アルベドは約8%である。
準惑星として一般に受け入れられているケレスが比較のために追加されている。また、海王星に捕らえられる前はエッジワース・カイパーベルトの準惑星であったと考えられているトリトンも比較のために追加されている。
サイズがあまり知られていない天体（例:2018 VG18 "ファーアウト"）は除外されている。あまり知られていない天体の状況を複雑にしているのは、(532037) 2013 FY27やレンポなど、大きな一つの天体であると想定されている天体が、より小さな2つや3つの天体で構成されていることが判明する可能性があることである。(612911) 2004 XR190（"Buffy"）の2021年の掩蔽により、560kmの値が得られた。天体がほぼ球形である場合、直径は560kmより大きい可能性があるが、細長い形状の場合、平均直径はそれよりも小さい可能性がある。測定された質量と直径の説明と出典は、表の「名称」列にリンクされている対応する記事に存在する。
- 推定直径が900kmを超える天体は太字で示されている。前のセクションに従って、これらは準惑星であるという一般的なコンセンサスを持っている（カロンも太字になっている。これは、それ自体が準惑星の可能性があると考えられる場合があるためである。トリトンはまだ丸く、地質学的に活動している元KBOとして太字になっている。）。
- 推定直径が700kmから900kmの間のものは、準惑星の可能性が境界線上にあるが、ほとんどの場合、あまり知られていないため確実性が高くない。それらは暗い傾向があり、準惑星ではないことを示唆しているが、一部は完全に固体になるのに十分な密度を持っている可能性がある。
- 推定直径が700km未満の他の惑星は、現在の評価に基づいて準惑星である可能性は低いが、移行期の（部分的に圧縮された）天体である可能性がある。
- 薄い灰色は、密度が1.5g/cm3を超える場合もそうでない場合もある天体を示している。
- 濃い灰色は、密度が低いことが知られている天体を示している。したがって、データが正しければ、準惑星である可能性はない。
- 現在の定義では、準惑星は太陽を直接周回する必要があるため、衛星はピンク色で強調表示されている。

これらのカテゴリはすべて、さらなる証拠によって変更される可能性がある。
| 名称               | H     | 幾何 アルベド | 直径 (km)    | 発見方法 | 質量 (1018 kg)                                       | 密度 (g/cm3)             | カテゴリ     |
| ------------------ | ----- | ------------- | ------------ | -------- | ---------------------------------------------------- | ------------------------ | ------------ |
| トリトン           | −1.2  | 60% ~ 95%     | 2707±2       | 直接観測 | 21390±28                                             | 2.061                    | 海王星の衛星 |
| 冥王星             | −0.45 | 49% ~ 66%     | 2377±3       | 直接観測 | 13030±30                                             | 1.854±0.006              | 2:3の共鳴    |
| エリス             | −1.21 | 96%           | 2326±12      | 掩蔽     | 16466±85                                             | 2.43±0.05                | SDO          |
| ハウメア           | 0.23  | 49%           | 1559         | 掩蔽     | 4006±40                                              | ≈ 2.018                  | キュビワノ族 |
| マケマケ           | −0.20 | 83%           | 1429+38 −20  | 掩蔽     | ≈ 3100                                               | 1.9±0.2                  | キュビワノ族 |
| Gonggong           | 1.86  | 14%           | 1230±50      | thermal  | 1750±70                                              | 1.74±0.16                | 3:10の共鳴   |
| カロン             | 1     | 20% ~ 50%     | 1212±1       | 直接観測 | 1586±15                                              | 1.702±0.017              | 冥王星の衛星 |
| クワオアー         | 2.42  | 11%           | 1103+47 −33  | 掩蔽     | 1400±200                                             | 2.0±0.5                  | キュビワノ族 |
| セドナ             | 1.54  | 32% ± 6%      | 995±80       | thermal  | ?                                                    | ?                        | 分離天体     |
| ケレス             | 3.32  | 9%            | 939±2        | 直接観測 | 939                                                  | 2.16±0.01                | 小惑星帯     |
| オルクス           | 2.19  | 23% ± 2%      | 910+50 −40   | thermal  | 635±2 (プライマリ: 565–601)                          | 1.53±0.14                | 2:3の共鳴    |
| サラキア           | 4.28  | 5%            | 846±21       | thermal  | 492±7                                                | 1.5±0.12                 | キュビワノ族 |
| (307261) 2002 MS4  | 3.62  | 10%           | 800±24       | 掩蔽     |                                                      | ?                        | キュビワノ族 |
| (55565) 2002 AW197 | 3.47  | 11%           | 768+39 −38   | thermal  |                                                      | ?                        | キュビワノ族 |
| ヴァルダ           | 3.46  | 11%           | 749±18       | 掩蔽     | 245±6                                                | 1.78±0.06? or 1.23±0.04? | キュビワノ族 |
| (532037) 2013 FY27 | 3.15  | 18%           | 742+78 −83   | thermal  |                                                      | ?                        | SDO          |
| イクシオン         | 3.47  | 10%           | 710±0.2      | 掩蔽     |                                                      | ?                        | 2:3の共鳴    |
| (208996) 2003 AZ84 | 3.77  | 11%           | 707±24       | 掩蔽     |                                                      | 0.87±0.01??              | 2:3の共鳴    |
| ディスノミア       | 5.6   | 4+2 −1%       | 700±115      | thermal  | 144+83 −60 (0.8 g/cm3) ~ 437+252 −182 (エリスの密度) | ?                        | エリスの衛星 |
| (90568) 2004 GV9   | 4.03  | 8%            | 680±34       | thermal  |                                                      | ?                        | キュビワノ族 |
| (145452) 2005 RN43 | 3.70  | 11%           | 679+55 −73   | thermal  |                                                      | ?                        | キュビワノ族 |
| (55637) 2002 UX25  | 3.87  | 12%           | 659±38       | thermal  | 125±3                                                | 0.82±0.11                | キュビワノ族 |
| Gǃkúnǁʼhòmdímà     | 3.50  | 14%           | 655+14 −13   | 掩蔽     | 136±3                                                | 1.04±0.17                | SDO          |
| ヴァルナ           | 3.79  | 12%           | 654+154 −102 | thermal  |                                                      | 0.992+0.086 −0.015       | キュビワノ族 |
| (145451) 2005 RM43 | 4.63  | 11%           | 644          | 掩蔽     |                                                      | ?                        | SDO          |
| 2014 UZ224         | 3.48  | 14%           | 635+65 −72   | thermal  |                                                      | ?                        | SDO          |
| カオス             | 4.63  | 5%            | 600+140 −130 | thermal  |                                                      | ?                        | キュビワノ族 |
| (78799) 2002 XW93  | 4.99  | 4%            | 565+71 −73   | thermal  |                                                      | ?                        | SDO          |

1. ↑  
幾何アルベド {\displaystyle A} は、測定された絶対等級 {\displaystyle H} と測定された直径 {\displaystyle D} から次の式で計算される: {\displaystyle A=\left({\frac {1329\times 10^{-H/5}}{D}}\right)^{2}}。トリトン、冥王星、カロンの範囲が与えられており、これらは近くで観測されているため、局所的なアルベドの変動が知られている。
2. ↑  
これは、冥王星を除く全質量（衛星を含む）である。

### 最も明るいサイズまたは質量が未測定の候補
測定されたサイズ又は質量のない天体のサイズは、アルベドを仮定することによってのみ推定できる。ほとんどの準惑星天体は、再表面化されていないため、暗いと考えられている。これは、それらがその大きさに対して比較的大きいことも意味する。以下は、4%（サラキアのアルベド）から20%（それ以上の値は再浮上を示唆する）の間の想定されたアルベドの表であり、これらのアルベドの天体のサイズは、観測された絶対等級の値を出すために必要である（球形の場合）。背景は900kmを超える場合は青、600kmを超える場合はシアンである。
| H   | この等級の天体（H）                                                                                   | 想定アルベド（p） | 想定アルベド（p） | 想定アルベド（p） | 想定アルベド（p） | 想定アルベド（p） | 想定アルベド（p） | 想定アルベド（p） | 想定アルベド（p） | 想定アルベド（p） |
| H   | この等級の天体（H）                                                                                   | 4%                | 6%                | 8%                | 10%               | 12%               | 14%               | 16%               | 18%               | 20%               |
| --- | --- | ----------------- | ----------------- | ----------------- | ----------------- | ----------------- | ----------------- | ----------------- | ----------------- | ----------------- |
| 3.6 | 2021 DR15 (H = 3.61 ± 0.15)                                                                           | 1,270             | 1,030             | 900               | 800               | 730               | 680               | 630               | 600               | 570               |
| 3.7 | | 1,210             | 990               | 860               | 770               | 700               | 650               | 610               | 570               | 540               |
| 3.8 | 2010 RF43                                                                                             | 1,160             | 940               | 820               | 730               | 670               | 620               | 580               | 540               | 520               |
| 3.9 | 2014 EZ51, 2010 JO179, 2018 VG18 (H = 3.92 ± 0.52)                                                    | 1,100             | 900               | 780               | 700               | 640               | 590               | 550               | 520               | 490               |
| 4.0 | 2010 KZ39, 2015 RR245, 2012 VP113, 2021 LL37 (H = 4.09 ± 0.31)                                        | 1,050             | 860               | 750               | 670               | 610               | 560               | 530               | 500               | 470               |
| 4.1 | 2015 KH162                                                                                            | 1,010             | 820               | 710               | 640               | 580               | 540               | 500               | 470               | 450               |
| 4.2 | 2018 AG37 (H = 4.22 ± 0.1), 2008 ST291, 2013 FZ27                                                     | 960               | 780               | 680               | 610               | 560               | 510               | 480               | 450               | 430               |
| 4.3 | 2006 QH181, 2010 RE64, 2017 FO161, 2014 AN55, 2017 OF69                                               | 920               | 750               | 650               | 580               | 530               | 490               | 460               | 430               | 410               |
| 4.4 | 2014 WK509, 2015 BP519, 2007 JJ43                                                                     | 880               | 720               | 620               | 550               | 510               | 470               | 440               | 410               | 390               |
| 4.5 | 2014 WP509, 2013 XC26, 2010 FX86, 2014 YA50                                                           | 840               | 680               | 590               | 530               | 480               | 450               | 420               | 390               | 370               |
| 4.6 | 2020 FY30 (H = 4.6 ± 0.16), 2007 XV50, 2014 US277, 2002 WC19, 2010 OO127                              | 800               | 650               | 570               | 510               | 460               | 430               | 400               | 380               | 360               |
| 4.7 | 2014 FC69, 2014 BV64, 2014 HA200, 2014 FC72, 2014 OE394, 2010 DN93, 2015 BZ518                        | 760               | 620               | 540               | 480               | 440               | 410               | 380               | 360               | 340               |
| 4.8 | 2007 JH43, 2014 TZ85, 2008 OG19, 2015 AM281                                                           | 730               | 600               | 520               | 460               | 420               | 390               | 360               | 340               | 330               |
| 4.9 | 2011 HP83, 2013 AT183, 2013 FS28, 2011 WJ157, 2014 FT71, 2014 US224, 2014 UM33, 2013 SF106, 2014 BZ57 | 700               | 570               | 490               | 440               | 400               | 370               | 350               | 330               | 310               |

1. ↑  
直径は、測定された絶対等級{\displaystyle H}から、仮定されたアルベド{\displaystyle p}に対して、次の式で計算できる:{\displaystyle D={\frac {1329\times 10^{-H/5}}{\sqrt {p}}}}